# Književnost u 1894.
◄◄ | ◄ | 1891. | 1892. | 1893. | 1894.  | 1895. | 1896. | 1897. | ► | ►►
Arhitektura • Astronomija • Biologija • Film • Fotografija • Glazba • Kazalište • Kemija • Kiparstvo • Knjige • Književnost • Kršćanstvo • Meteorologija • Medicina • Planinarstvo • Politika • Pravo • Promet • Slikarstvo • Strip • Šport • Znanost • Zrakoplovstvo • Željeznički promet
Književnost u 1894.

## Svijet

### Književna djela
- Knjiga o džungli Rudyarda Kiplinga

### Rođenja
- 26. srpnja – Aldous Huxley, engleski književnik (* 1963.)

## Hrvatska i u Hrvata

### Književna djela
- Tena Josipa Kozarca

## Vanjske poveznice
|  | Zajednički poslužitelj ima još gradiva o temi Književnost u 1894. |